# Ifet Đakovac
Ifet Đakovac (Sjenica, 5 de diciembre de 1997) es un futbolista bosnio que juega en la demarcación de centrocampista para el FC Akron Tolyatti de la Liga Premier de Rusia.

## Selección nacional
Hizo su debut con la selección de fútbol de Bosnia y Herzegovina en un partido de la Liga de Naciones de la UEFA 2024-25 contra Países Bajos que finalizó con un resultado de empate a uno tras el gol de Brian Brobbey para Países Bajos, y de Ermedin Demirović para el combinado bosnio.

## Clubes
| Club                 | País   | Año       | Partidos | Goles |
| -------------------- | ------ | --------- | -------- | ----- |
| FK Zlatibor Čajetina | Serbia | 2016-2017 |          |       |
| FK Tutin             | Serbia | 2017-2019 |          |       |
| FK Zlatibor Čajetina | Serbia | 2020      | 27       | 5     |
| FK TSC               | Serbia | 2021-2025 | 148      | 33    |
| FC Akron Tolyatti    | Rusia  | 2025-     | 8        | 2     |